# Newlyn

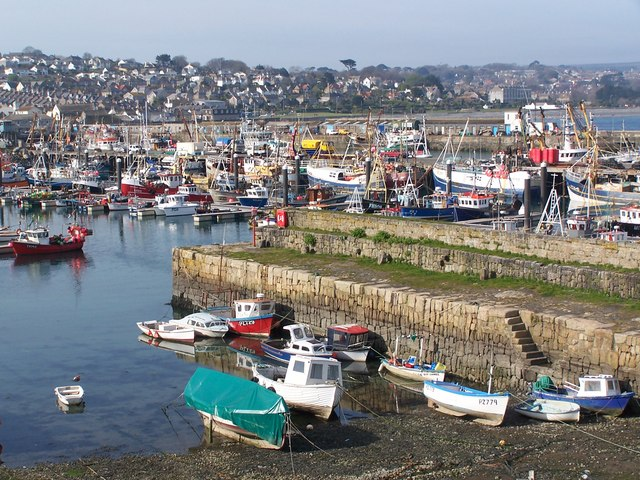
Hafen von Newlyn

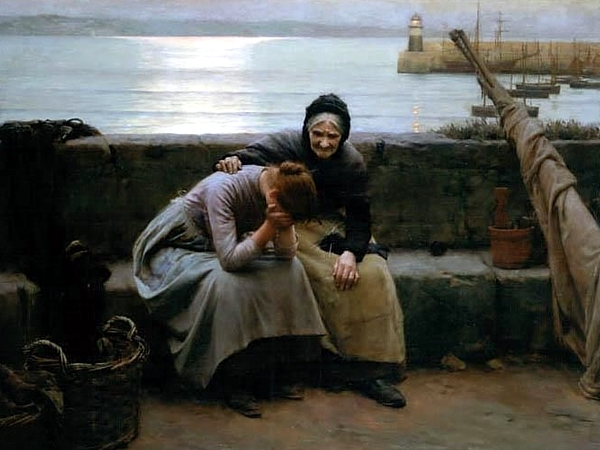
Walter Langley: Never Morning Wore To Evening (1894)

Newlyn ['nuːlɪn] (kornisch: Lulynn ['lyːlɪn]) ist eine Ortschaft im ehemaligen District Penwith der Grafschaft Cornwall in England und gehört zur Gemeinde des benachbarten Penzance. Newlyn und Penzance bilden ein kleines wirtschaftliches Ballungszentrum. Newlyn hat mit seinem mehr als 16 Hektar großen Hafen den größten Fischereihafen in England, in den bei jedem Gezeitenstand Boote einlaufen können.

## Wirtschaft
Seit dem 15. Jahrhundert wurden in Newlyn fast ausschließlich ausgewachsene Sardinen (engl. Pilchards) verarbeitet und teils exportiert.
Bis in die 1930er Jahre lebte die Gegend von der Sardinenfischerei, dann blieben die großen Schwärme vor Cornwalls Küsten aus. Die Fischer stellten sich erfolgreich auf andere Fischarten um; der Hafen ist heute der wichtigste englische Umschlagplatz für Fischfang. Pilchard Works in Newlyn war die letzte Fabrik in Cornwall, in der die großen Sardinen noch verarbeitet wurden.

## Kultur
In Newlyn gibt es das Pilchard Works Museum und die Newlyn Art Gallery.
Letztere wurde 1895 gebaut, um die Werke der Künstler aus der Newlyn School auszustellen, einer Gruppe von Künstlern des Spätimpressionismus, darunter Walter Langley, Norman Garstin und Lamorna Birch, die sich Ende des 19. Jahrhunderts in der Gegend ansiedelten, um Freilichtmalerei zu betreiben.
Heute ist die Galerie auf moderne Kunst spezialisiert.
Alljährlich im August findet ein Fischfestival statt.